# Friedrich Ludwig Escher
Friedrich (genannt Fritz) Ludwig Escher, hispanisiert Federico Luis Escher (* 21. August 1779 in Zürich; † 13. Dezember 1845 auf der Plantage Buen Retiro bei Artemisa auf Kuba), war ein Schweizer Kaufmann sowie Plantagenbesitzer und Sklavenhalter.

## Leben

### Familie
Friedrich Ludwig Escher entstammte der Zürcher Familie Escher vom Glas und war das vierte von neun Kindern und der dritte Sohn des Offiziers Hans Caspar Escher (* 18. März 1755 in Zürich; † 2. März 1831 in St. Petersburg), der als Bankier und Grosskaufmann mit Geschäftstätigkeiten im Sklavenhandel tätig war, und von dessen Ehefrau Anna (* 30. Juni 1756 in Zürich; † 17. August 1836 ebenda), die Tochter des Stadthauptmanns Hans Kaspar Keller vom Steinbock (1727–1793). Zu seinen Geschwistern gehörten Heinrich und Ferdinand Escher. Sein Neffe war Alfred Escher.
Friedrich Ludwig Escher wurde wahrscheinlich in Artemisa begraben; sein Grab existiert nicht mehr.

### Werdegang
Zur Kindheit und Jugend lagen keine Hinweise auf Friedrich Ludwig Escher vor.
Er folgte 1798 seinem Vater, der, nachdem er mit französischen Wertpapieren spekuliert hatte, nach einem Bankrott Zürich verlassen musste und 1789 nach Russland emigriert war; später folgte sein Bruder Ferdinand noch nach. Sein Vater wurde 1792 Major in der russischen Armee und warb in St. Petersburg andere Schweizer Auswanderer für eine Kolonie an, und auch Friedrich Ludwig Escher und sein Bruder waren später in St. Petersburg als Auswanderungsagenten tätig; zuvor schlugen sie in russischen Diensten eine Militär- und darauf eine Handelskarriere ein. Obwohl sein Bruder und er Zuwendungen von Heinrich Escher erhielten und auch der russische Staat sie unterstützte, geriet das Auswanderungsunternehmen Zürichtal auf der Krim für die Siedler 1803/1804 zur Katastrophe und für die Eschers zu einem finanziellen Fehlschlag. Friedrich Ludwig Escher holte 1810 seinen alten Schulfreund Johannes von Muralt als Pfarrer der deutsch-reformierten Kirchgemeinde nach St. Petersburg. 1815 wurden er und sein Bruder Ferdinand von den russischen Behörden verhaftet und des illegalen Handels angeklagt. Nachdem sie 1819 entlassen wurden, gelang es ihnen unerkannt über Zürich nach Kuba auszureisen, wo sie 1820 oder 1821 eintrafen.
Auf Kuba erwarben sie, mit der finanziellen Unterstützung seines Bruders Heinrich, vermutlich 1821 von Hans Heinrich Studer (Stouder) aus Winterthur sowie einem zweiten Besitzer (möglicherweise Martin Stouder) die Kaffeeplantage Buen Retiro bei Artemisa. Buen Retiro gehörte zu den kleineren Plantagen der Region, doch war sie, auch wegen der Nähe zu anderen Kaffeeplantagen und gemeinsamer Transportmöglichkeiten zu den Häfen Havanna und Mariel, einträglich. In der Kaffeeproduktion waren erfahrene Sklaven und Sklavinnen gefragt und es wurden auch viele versklavte Kinder eingesetzt. Um 1822 arbeiteten auf Buen Retiro 82 Feldsklaven sowie fünf Haussklavinnen. 1826 kehrte Ferdinand Escher nach Zürich zurück und Friedrich Ludwig Escher blieb auf Kuba. Er lebte auf der Plantage sowie im nahegelegenen Artemisa und beschäftigte ab 1839 einen Verwalter namens Heinrich (Enrique) Steiner, führte den Betrieb aber selbst. Bis zu seinem Tod 1845 hatte er sowohl im Management und Absatz seiner Produkte, als auch in der Erhaltung und Weiterentwicklung der Anlage Erfolg.
Im Testament von Friedrich Ludwig Escher aus dem Jahr 1845 werden insgesamt 86 Sklaven erwähnt. Nach seinem Tod wurde 1846 eine Schätzliste des gesamten Eigentums erstellt. Sie umfasste das Land mit allen Gebäuden und Nebengebäuden, das Herrenhaus, Geräte und Werkzeuge, Kulturpflanzen, Ernteerträge, Tiere, das Stadthaus in Artemisa samt dazugehörigem Boden – sowie die versklavten Männer, Frauen und Kinder. Er vermachte seinem Verwalter das Stadthaus mit Grundstück in Artemisa; das übrige Eigentum im Wert von fast 40.000 Silberpesos ging an Heinrich Escher in Zürich.
Er entliess die Wäscherin Serafina (1824–1846), die als Haussklavin ausgewiesen war, und deren im Juni 1845 getaufte Tochter Albertina Escher (* um 1842; † nach 1891 in Havanna) 1845 in die Freiheit; vermutlich war er der Vater von Albertina, die Vaterschaft wurde jedoch nicht restlos geklärt.

## Siehe
- Schweizer Kolonialismus
- Sklaverei in Kuba